# Bydarahalli, Hosadurga
Bydarahalli là một làng thuộc tehsil Hosadurga, huyện Chitradurga, bang Karnataka, Ấn Độ.